# 平戸市立中津良小学校
平戸市立中津良小学校（ひらどしりつ なかつらしょうがっこう、Hirado City Nakatsura Elementary School）は、長崎県平戸市中津良町にあった公立小学校。
2018年（平成30年）3月末をもって閉校し、平戸市立堤小学校とともに平戸市立津吉小学校に統合された。

## 概要
歴史
1874年（明治7年）に開校した「第五大学区第四中学区中津良小学校」を前身とする。2014年（平成26年）に創立140周年を迎えた。2018年（平成30年）3月末をもって閉校し、平戸市立津吉小学校に統合された。143年の歴史に幕を下ろした。
学校教育目標
「自ら学ぶ意欲と豊かな心を持ち、心身ともにたくましい中津良の子どもを育成する」
校章
校歌
歌詞は3番まであり、校名は登場しない。
校区
住所表記で長崎県平戸市の後に「下中津良町、上中津良町、敷佐町、猪渡谷町（一部）」の続く地域。中学校は平戸市立南部中学校校区。

## 沿革
- 1874年（明治7年）12月15日 - 下中津良免の旧庄屋跡に「第五大学区第四中学区中津良小学校」が開校。
- 1882年（明治15年）7月 - 猪渡谷（いとや）免に分教場を設置。
- 1884年（明治17年）3月 - 「公立中等中津良小学校」として独立。
- 1886年（明治19年）
  - 8月 - 猪渡谷分教場を廃止。
  - 9月 - 小学校令の施行により、「簡易中津良小学校」に改称。
- 1887年（明治20年）4月 - 簡易科を廃止し、「尋常中津良小学校」（尋常科4年）に改称。
- 1893年（明治26年）4月 - 小学校令の改正により、「中津良尋常小学校」に改称（尋常の位置が変わる）。平屋建ての校舎が完成。
- 1899年（明治32年）8月 - 猪渡谷に西部分教場を設置。
- 1903年（明治36年）
  - 6月 - 中津良実業補習学校を設置。
  - 10月 - 2階建ての校舎を増築。
- 1905年（明治38年）4月 - 高等科を併置し、「中津良尋常高等小学校」となる（尋常科4年・高等科2年）。
- 1908年（明治41年）4月 - 小学校令の一部改正により、義務教育期間が尋常科4年から尋常科6年に延長され、旧高等科1年を尋常科5年とする。
- 1909年（明治42年）4月 - 旧高等科2年を尋常科6年とする。
- 1911年（明治44年）
  - 4月 - 義務教育期間の延長により収容すべき児童数が増加したため、教室を増築。2ヶ年の高等科を併置する。
  - 11月4日 - 堤分教場を設置。
- 1922年（大正11年）- 運動場を拡張。
- 1928年（昭和3年）4月 - 新校舎が完成。
- 1935年（昭和10年）5月 - 青年学校令の施行により、併設の中津良実業補習学校が中津良青年学校に改称。
- 1941年（昭和16年）4月1日 - 国民学校令により、「中津良村中津良国民学校」に改称。尋常科を初等科に改称。
- 1947年（昭和22年）4月1日 - 学制改革（六・三制の実施）
  - 旧・中津良国民学校の初等科を改組し、「中津良村立中津良小学校」とする。堤分教場を堤分校とする。
  - 旧・中津良国民学校の高等科と中津良青年学校を改組し、「中津良村立中津良中学校[2]」（新制中学校）とし、小学校に併設する。
- 1955年（昭和30年）1月1日 - 町村合併[3]で平戸市が誕生したことにより、「平戸市立中津良小学校」（現校名）と改称。
- 1958年（昭和33年）8月31日 - 平戸市立中津良中学校が統合のため廃止され、併設を解消。小学校単独校となる。
- 1962年（昭和37年）
  - 4月1日 - 堤（つつみ）分校が分離し、平戸市立堤小学校として独立。
  - 9月 - ミルク給食を開始。
- 1966年（昭和41年）4月14日 - 南部給食センターの完成により、センター方式の完全給食を開始。
- 1972年（昭和47年）11月 - 鉄筋コンクリート造2階建ての校舎が完成。
- 1975年（昭和50年）10月 - 体育館が完成。
- 1977年（昭和52年）6月 - プールが完成。
- 1979年（昭和54年）2月 - 鉄筋コンクリート造2階建ての管理棟が完成。
- 1980年（昭和55年）3月31日 - 猪渡谷分校[4]を廃止。
- 2018年（平成30年）
  - 2月24日 - 閉校記念式典を挙行。
  - 3月31日 - 平戸市立津吉小学校への統合により閉校[1]。 
    - 閉校後は、国道383号に面した校舎1棟、体育館、グラウンドが残されている。残された校舎1棟には「中津良保育所」が移転し、裏の校舎は解体され、保育所の園庭となっている。

## 交通アクセス
- 最寄りのバス停 - 西肥バス・平戸ふれあいバス「下中津良」バス停
- 最寄りの道路 - 国道383号、長崎県道19号平戸田平線

## 周辺
- 中津良ふれあい会館
- 平戸市立中南部学校給食共同調理場
- 中津良郵便局

## 参考資料
- 「平戸市史（復刻版）」（1983年（昭和58年）3月10日発行, 市役所）
- 広報ひらど2018年（平成30年）4月号 (PDF)  - 平戸市ウェブサイト